# کاماخال
کاماخال (به لاتین: Kamakhal) یک منطقهٔ مسکونی در روسیه است که در شهرستان لاکسکی واقع شده‌است.